# Tibor Varga
Pour les articles homonymes, voir Varga.
Tibor Varga, né le 4 juillet 1921 à Győr en Hongrie et mort le 4 septembre 2003 à Grimisuat (canton du Valais en Suisse), est un violoniste, chef d'orchestre et pédagogue hongrois de renom mondial.

## Biographie

### Études
Tibor Varga reçoit ses premières leçons de violon dès l’âge de deux ans et demi de son père Lajos, excellent violoniste lui aussi. Gravement blessé au bras pendant la guerre, Lajos Varga a été contraint de renoncer à une carrière de soliste et exerce alors la profession de luthier.
Jenő Hubay, qui a reconnu le talent du jeune violoniste, l’a fait entrer à l’âge de dix ans à l’Académie de musique Franz-Liszt de Budapest. Là, il étudie notamment avec Franz Gábriel, les membres du Quatuor Waldbauer, Zoltán Kodály et Leó Weiner. À la mort de Hubay, en 1937, c’est Tibor Varga, lors du concert de commémoration, qui interprète le 3e Concerto pour violon op. 99 de Hubay sous la direction de Ernő Dohnányi, lui-même successeur de Hubay en tant que directeur de l’Académie de musique depuis 1934.
À l’issue de ses études musicales dans l’Académie Franz-Liszt, Varga se consacre pendant les années de la seconde guerre mondiale à des études de philosophie, à l’Université de Budapest.

### Carrière
Tibor Varga a fait ses débuts à l'âge de six ans devant un public. À dix ans déjà, il interprète avec orchestre le Concerto pour violon op. 64 de Mendelssohn. À 14 ans, il entreprendra ses premières tournées à l'étranger. La seconde guerre mondiale interrompt brusquement sa brillante carrière de soliste. Dès la fin des hostilités, Varga reprend ses activités de concertiste et il devient un des solistes les plus sollicités sur le plan mondial. Il joue sous la baguette des chefs d’orchestre les plus renommés de son époque, et tisse avec certains d’entre eux des liens d’amitié. Varga dispose alors d'un répertoire classique extrêmement large, comprenant tous les grands concertos pour violon ainsi que toutes les sonates et pièces de virtuosité importantes. En outre, dès le début de sa carrière, il s’est consacré également à la musique contemporaine. Les concertos pour violon et autres œuvres de Béla Bartók, Alban Berg et Arnold Schönberg doivent leur place de choix dans la vie musicale internationale avant tout à Tibor Varga, qui les a fait connaître en Europe et ailleurs. Ainsi il a donné la Première australienne du Concerto pour violon de Alban Berg. De même, en 1949, il a joué la Première européenne du Concerto pour violon de Arnold Schönberg. Ce compositeur, après avoir écouté l'interprétation de Tibor Varga, lui a écrit une lettre de remerciements devenue historique (Schönberg, Correspondance). Ces deux concertos, Varga les exécute notamment au Royal Albert Hall de Londres dans le cadre des Promenade Concerts de la BBC, à côté du Concerto pour violon de Chostakovitch et d’autres compositions. De plus, il donne la Première autrichienne du Concerto pour violon de Stravinsky, et il sera l'interprète des créations mondiales de nombreuses œuvres qui, en partie, lui sont également dédiées, comme les Concertos pour violon de Boris Blacher, Ernst Krenek, Max Méreaux, Gösta Nystroem, Almeida Prado, Mátyás Seiber et Winfried Zillig.
Dès les années 1950, Varga se présente avec le même succès comme chef d'orchestre, dirigeant, entre autres, les ensembles fondés par lui-même tels que l'Orchestre de chambre Tibor Varga (Kammerorchester Tibor Varga), l'Orchestre du Festival Tibor Varga et l'Orchestre de l'Académie Tibor-Varga, dont il est le chef principal et le directeur artistique. Entre 1989 et 1993, il assume les fonctions de directeur artistique de l'Orchestre des Pays de Savoie (France). En fait, jusqu’à la fin de sa vie, Varga est invité à diriger des orchestres de réputation internationale.

## Enregistrements
À l'âge de treize ans, Varga enregistre ses premiers disques. En outre, pendant ses études à l'Académie de musique Franz-Liszt de Budapest, il est régulièrement engagé par la radio hongroise. Établi à Londres, à la fin des années 1940, Varga réalise des enregistrements pour de grands labels, avec, entre autres, le Philharmonia Orchestra de Londres, la Philharmonie de Berlin et d’autres orchestres de renom ainsi qu'avec des pianistes tels que Gerald Moore. L'enregistrement du Concerto pour violon no 2 de Bartók sous la direction de Ferenc Fricsay, tout comme ses interprétations des Concertos pour violon de Beethoven, Bruch, Mozart, Nielsen, Paganini, Tchaïkovsky etc. sont des modèles d'interprétation. En outre, ses interprétations sont régulièrement diffusées (en direct) par les grandes stations radio internationales, qui l'invitent également à réaliser des productions de studio.

## Activités pédagogiques
Immédiatement après la Seconde Guerre mondiale, Varga est le cofondateur et premier professeur d'un conservatoire supérieur en sa ville natale de Györ, conservatoire annexé par la suite par l'Académie Franz-Liszt de Budapest. En 1949, on l'appelle à l'Académie de musique (Musikhochschule) de Detmold (Allemagne), nouvellement fondée. Le département des cordes, sous la direction de Tibor Varga, gagnera rapidement une renommée mondiale. En outre, dès les années 1950, Varga est membre ou président de jury dans tous les grands concours de violon et de musique de chambre. Il anime régulièrement des master classes à Darmstadt (Internationale Ferienkurse für Neue Musik), Londres, Paris, Salzbourg (Mozarteum), Sienne (Accademia musicale chigiana) et en d'autres centres en Europe et aux États-Unis. À maintes reprises, il donne des conférences publiques sur des sujets musicaux. En 1963, il créa à Sion une académie d´été (Académie de Musique Tibor Varga), suivi, une année plus tard, par le Festival Tibor Varga (1964-2001), festival de musique international dont les concerts furent transmis dans le monde entier. Le Concours International de Violon Tibor Varga, créé en 1967 et organisé annuellement du vivant de son fondateur Tibor Varga, fut un tremplin de carrière pour nombreux violonistes, comptant parmi ses lauréats des noms tels que Mirijam Contzen, Jean-Jacques Kantorow, Nam-Yun Kim, Boris Kuschnir et Vadim Repine. En 1988 Varga fonda l'École supérieure de musique, spécialisée dans la formation professionnelle des instruments à archet et dont il fut également le directeur. En outre, Varga assuma les fonctions de Conseiller artistique et pédagogique auprès des ministères de la culture de France et du Portugal. En octobre 2002, Varga fut appelé comme professeur à l'université de musique de Graz (Universität für Musik und darstellende Kunst, Autriche).
Tibor Varga est également l´auteur d´une Méthode de violon mondialement reconnue, éditée par son épouse et responsable de son patrimoine artistique et intellectuel, Dr. Angelika Varga-Behrer (Tibor Varga: Méthode de violon, 9 vol., ed. Angelika Varga-Behrer; aussi en transcription pour alto) En outre, Dr. Varga-Behrer est l´auteur de la biographie officielle de Tibor Varga (Angelika Varga-Behrer: Sinfonia concertante. Tibor Varga. Biographie, Grimisuat 2021, allemand/anglais)

## Fondations
- 1954-1988 : Orchestre de chambre Tibor Varga (Kammerorchester Tibor Varga, Detmold / Allemagne). - En 1989, Varga en cède la direction artistique à Christoph Poppen. Depuis, l'ensemble porte la dénomination Orchestre de chambre de Detmold (Detmolder Kammerorchester)
- 1963 : Académie de musique Tibor-Varga (Sion / Suisse)
- 1964-2001 : Festival Tibor-Varga (Sion / Suisse)
- 1967 : Concours international de violon Tibor Varga (Sion - Martigny / Suisse). -  Lauréats (sélection) : Mirijam Contzen, Latica Honda-Rosenberg, Jean-Jacques Kantorow, Nam-Yun Kim, Boris Kuschnir, Vadim Repin
- 1974-2009 : Fondation Tibor Varga
- 1988 : École supérieure de musique, dès 2001 Conservatoire supérieur et Académie de musique Tibor-Varga (Sion / Suisse), aujourd'hui département de la Haute École de Musique de Lausanne-Fribourg-Sion.
- Cofondateur à Györ d'un conservatoire supérieur annexé par l'Académie Franz-Liszt de Budapest et cofondateur du Conservatoire national supérieur de musique de Lyon[réf. souhaitée].

## Distinctions
Tibor Varga a été citoyen d'honneur de plusieurs villes de France et de Suisse. L’Allemagne, la France, la Hongrie et la Suisse l'ont honoré de hautes distinctions, dont le prix culturel d'État (Suisse), l'ordre du mérite (Allemagne, Hongrie) ainsi que de l'ordre des Arts et des Lettres et de la Légion d'honneur (France). L'Université, plus précisément l'Académie de musique Franz-Liszt, de Budapest, lui a décerné le titre de professeur d'honneur, distinction suprême partagée entre autres avec Edward Elgar, Emil Gilels, Richard Strauss et Arturo Toscanini.
L’Étude-Caprice pour 4 violons, composée par Tibor Varga lors de la Conférence européenne des recteurs à Graz en 2003, a été promue, après sa mort, hymne officiel de l'Association européenne des universités (EUA).

## Appréciation
Tibor Varga, créateur d'un style nouveau de violon, est considéré comme un des plus grands musiciens de son époque. En tant que violoniste et chef d'orchestre, il a marqué de manière décisive l'histoire de l’interprétation musicale, voire de l'histoire de la musique du XXe siècle. Ses interprétations des concertos pour violon de Beethoven, Brahms, Nielsen, Paganini, Tchaïkovski, etc. sont devenues des modèles de style, de délicatesse et de perfection, tout comme ses exécutions des œuvres de Bach et de Mozart qu’il interprétait notamment avec l'orchestre de chambre créé par lui. Au renom mondial de Tibor Varga en tant qu’interprète de musique dite classique s’ajouta bientôt – dès les années 1940 – une réputation de pionnier de la musique contemporaine. Ses interprétations exemplaires des Concertos pour violon et autres compositions de Béla Bartók, Alban Berg et Arnold Schönberg sont devenues légendaires.